# Viện Thiên văn vô tuyến Argentina
Viện Thiên văn vô tuyến Argentina (tiếng Tây Ban Nha: Instituto Argentino de Radioastronomía, IAR) được thành lập bởi Hội đồng Nghiên cứu Khoa học và Kỹ thuật Quốc gia, Đại học Quốc gia La Plata và Đại học Buenos Aires. Viện được thành lập để thúc đẩy, phối hợp nghiên cứu và phát triển kỹ thuật thiên văn vô tuyến và cộng tác trong giảng dạy.
Năm 1963, công trình bắt đầu được thực hiện trên kính thiên văn 30 m đầu tiên dưới sự chỉ đạo của Carlos Varsavsky. Đài thiên văn bắt đầu hoạt động vào ngày 26 tháng 3 năm 1966.
IAR tham gia Long Latin American Millimeter Array và sẽ gia nhập dự án Cherenkov Telescope Array, sử dụng một địa điểm gần San Antonio de los Cobres hoặc tại Leoncito Astronomical Complex.